# Azerbaijão nos Jogos Olímpicos de Verão da Juventude de 2010
O Azerbaijão participou dos Jogos Olímpicos de Verão da Juventude de 2010 em Singapura. Sua delegação foi composta por doze atletas que competiram em seis esportes. O país conquistou oito medalhas, sendo cinco de ouro e três de prata. Até o momento, este foi o melhor desempenho dos atletas azeris em todas as edições dos Jogos Olímpicos.

## Medalhistas
| Medalha | Nome               | Esporte        | Evento                           | Data         |
| ------- | ------------------ | -------------- | -------------------------------- | ------------ |
| Ouro    | Murad Bazarov      | Luta           | Greco-romana até 42 kg masculino | 15 de agosto |
| Ouro    | Elman Mukhtarov    | Luta           | Greco-romana até 50 kg masculino | 15 de agosto |
| Ouro    | Patimat Bagomedova | Luta           | Livre até 52 kg feminino         | 16 de agosto |
| Ouro    | Nijat Rahimov      | Halterofilismo | Até até 69 kg masculino          | 17 de agosto |
| Ouro    | Ali Magomedabirov  | Luta           | Livre até 100 kg masculino       | 17 de agosto |
| Prata   | Kanan Guluyev      | Luta           | Livre até 54 kg masculino        | 17 de agosto |
| Prata   | Salman Alizadeh    | Boxe           | Peso mosca-ligeiro (48 kg)       | 25 de agosto |
| Prata   | Elvin Isayev       | Boxe           | Peso pena (57 kg)                | 25 de agosto |

## Boxe
| Evento                         | Atleta              | Preliminares              | Disputa pelo 5º lugar     | Semifinais                 | Final                   | Pos. final       |
| ------------------------------ | ------------------- | ------------------------- | ------------------------- | -------------------------- | ----------------------- | ---------------- |
| Peso pena (até 57 kg)          | Elvin Isayev        | MGL Anand Dashdorj V 13-2 |                           | VEN Fradimil Macayo V 10-6 | GER Artur Bril D 4-11   | Medalha de prata |
| Peso mosca-ligeiro (até 48 kg) | Salman Alizadeh     | Sem oponente              |                           | SIN Mohd Hamid V 9-1       | IRL Ryan Burnett D 6-13 | Medalha de prata |
| Peso mosca (até 51 kg)         | Shaban Shahpalangov | EGY Hesham Abdelaal D 4-8 | RUS Vasiliy Vetkin D 8-11 |                            |                         | 6º               |

## Canoagem
| Evento                  | Atleta          | Tomada de tempo | Tomada de tempo | 1ª rodada                               | Repescagem         | Oitavas-de-final                       | Quartas-de-final                                | Semi-finais        | Final              | Pos. final |
| Evento                  | Atleta          | Resultado       | Pos.            | Oponente Resultado                      | Oponente Resultado | Oponente Resultado                     | Oponente Resultado                              | Oponente Resultado | Oponente Resultado | Pos. final |
| ----------------------- | --------------- | --------------- | --------------- | --------------------------------------- | ------------------ | -------------------------------------- | ----------------------------------------------- | ------------------ | ------------------ | ---------- |
| Velocidade C1 masculino | Radoslav Kutsev | 1:49.89         | 9º              | MDA Alexandru Tiganu V 1:48.33 (bat. 7) |                    | MEX Pedro Castañeda D 1:54.97 (bat. 6) | CUB Osvaldo Sacerio Cardenas D 1:52.31 (bat. 1) | Não avançou        | Não avançou        | 6º         |
| Slalom C1 masculino     | Radoslav Kutsev | 1:57.56         | 7º              | ARM Edgar Babayan V 1:54.31 (bat. 7)    |                    | POL Patryk Sokol V 1:53.53 (bat. 6)    | UKR Anatolii Melnyk D 1:59.31 (bat. 3)          | Não avançou        | Não avançou        | 6º         |

## Halterofilismo
| Evento              | Atleta        | Peso corporal (kg) | Arranque (kg) | Arranque (kg) | Arranque (kg) | Arranque (kg) | Arremesso (kg) | Arremesso (kg) | Arremesso (kg) | Arremesso (kg) | Total (kg) | Pos. final      |
| Evento              | Atleta        | Peso corporal (kg) | 1             | 2             | 3             | Res.          | 1              | 2              | 3              | Res.           | Total (kg) | Pos. final      |
| ------------------- | ------------- | ------------------ | ------------- | ------------- | ------------- | ------------- | -------------- | -------------- | -------------- | -------------- | ---------- | --------------- |
| Até 69 kg masculino | Nijat Rahimov | 68,76              | 125           | 130           | 134           | 134           | 154            | 161            | 166            | 161            | 295        | Medalha de ouro |

## Judô
| Evento              | Atleta        | 1ª rodada    | 2ª rodada                              | 3ª rodada                           | Semifinais repescagem  | Final repescagem A | Disputa pelo bronze A | Pos. final |
| ------------------- | ------------- | ------------ | -------------------------------------- | ----------------------------------- | ---------------------- | ------------------ | --------------------- | ---------- |
| Até 66 kg masculino | Jalil Jalilov | Sem oponente | AND Patrick Ferreira Martins V 100-000 | USA Maxamillian Schneider D 000-111 | CAN Phuc Cai D 000-010 | Não avançou        | Não avançou           | --         |

| Evento         | Atleta                                            | 1ª rodada              | 2ª rodada   | Semifinais  | Final       | Pos. final |
| -------------- | ------------------------------------------------- | ---------------------- | ----------- | ----------- | ----------- | ---------- |
| Equipes mistas | Jalil Jalilov (como integrante da equipe Munique) | ZZX Equipe Essen D 3-4 | Não avançou | Não avançou | Não avançou | 9º         |

## Lutas
| Evento                           | Atleta             | Preliminares                 | Preliminares                    | Preliminares                       | Preliminares | Final                           | Pos. final |
| Evento                           | Atleta             | 1ª rodada                    | 2ª rodada                       | 3ª rodada                          | Pos.         | Oponente Resultado              | Pos. final |
| Evento                           | Atleta             | Oponente Resultado           | Oponente Resultado              | Oponente Resultado                 | Pos.         | Oponente Resultado              | Pos. final |
| -------------------------------- | ------------------ | ---------------------------- | ------------------------------- | ---------------------------------- | ------------ | ------------------------------- | ---------- |
| Livre até 100 kg masculino       | Ali Magomedabirov  | MGL Onyunbold Enkhtugs V 3-1 | GEO Geno Petriashvili V 3-0     | ASA Manuolefoaga Sualevai V 4-0    | 1º           | CUB Abraham Conyedo Ruano V 3-0 | [ 3 ]      |
| Greco-romana até 50 kg masculino | Elman Mukhtarov    | BLR Andrei Pikuza V 3-0      |                                 | CUB Johan Rodriguez Banguela V 3-1 | 1º           | UZB Nurbek Hakkulov V 3-0[a]    | [ 4 ]      |
| Livre até 54 kg masculino        | Kanan Guluyev      | COL Yerzon Hernández V 3-1   | SIN Kester Chun Yue Leung V 4-0 | AUS Jayden Lawrence V 4-0          | 1º           | JPN Yuki Takahashi D 0-3        | [ 3 ]      |
| Greco-romana até 42 kg masculino | Murad Bazarov      | UKR Oleksiy Zhabskyy V 3-0   | ECU Henry Pilay V 3-0           |                                    | 1º           | CUB Yosvannis Peña Flores V 3-0 | [ 4 ]      |
| Livre até 52 kg feminino         | Patimat Bagomedova | ALG Sabrina Azzouz V 4-0     | UZB Nilufar Gadaeva V 4-0       | GUM Arianna Eustaquio V 4-0        | 1º           | CHN Yuan Yuan V 3-1             | [ 5 ]      |

## Taekwondo
| Evento              | Atleta              | 1ª rodada               | Quartas-de-final | Semifinais  | Final       | Pos. final |
| ------------------- | ------------------- | ----------------------- | ---------------- | ----------- | ----------- | ---------- |
| Até 73 kg masculino | Sabuhi Ismayilzadeh | SUR Tosh van Dijk D 6-7 | Não avançou      | Não avançou | Não avançou | 9º         |

## Nota
^ Em 15 de outubro de 2010, o Comitê Olímpico Internacional desclassificou o lutador Nurbek Hakkulov, do Uzbequistão, após seu exame anti-doping ter dado positivo para a substância proibida furosemida.